# All fourths tuning

L'accordage en quartes (anglais : All fourths tuning) est un accordage particulier de la guitare : E A D G C F  (mi la ré sol do fa). Il est très proche de l'accordage standard, seules les deux cordes aiguës sont accordées un demi-ton plus haut : les habituels si et mi deviennent do et fa.
Une variante du All fourths tuning existe en D  G  C  F  B E (ré  sol  do  fa  si mi) permettant de conserver des écarts de quartes sans appliquer de tensions trop élevées aux deux cordes les plus aigües, puisque dans ce schéma ce sont les quatre cordes graves que l'on détend d'un demi-ton.

## Type de musique
Dans l'accordage standard, on remarque une irrégularité : le passage d'une corde à l'autre correspond à un intervalle de quarte juste, sauf de sol à si (si est la tierce majeure de sol). Cette différence d'un demi-ton explique que l'accordage relatif de la guitare soit irrégulier : case 5, case 5, case 5, case 4, case 5[pas clair].
Ce décalage explique aussi qu'un accord de même nature (majeur, mineur, etc.) ne se joue pas de la même manière partout sur le manche.
L'accordage en quartes ne pose pas ce problème, chaque corde est la quarte juste de la corde précédente. Ainsi toutes les positions (accords, triades, intervalles) sont identiques partout sur le manche.
Le schéma montre en exemple qu'un intervalle de quinte juste (trois tons et demi) se joue pareil partout avec cet accordage.
Cet accordage rend l'exécution d'accords de six notes délicat. En revanche, il est adapté à des accords de quatre notes. Les accords de six notes impliquent la répétition dans l'accord d'une même note : la fondamentale, la tierce, la quinte (pour un accord majeur ou mineur) seront alors répétées deux à trois fois. L'accordage traditionnel EADGBE permet aisément la répétition d'une même note dans l'accord en réalisant des accords dans le bas du manche ou des barrés. L'accordage traditionnel s'avérera donc particulièrement adapté pour des guitaristes pratiquant de la pop ou du rock. Pour le jazz et la bossa où les accords de quatre notes sont plus courants, il n'y a pas nécessité de répéter plusieurs fois la même note pour faire entendre la couleur de l'accord. L'accordage en quartes justes rationalise le manche et divise par trois le nombre de positions d'accords. 

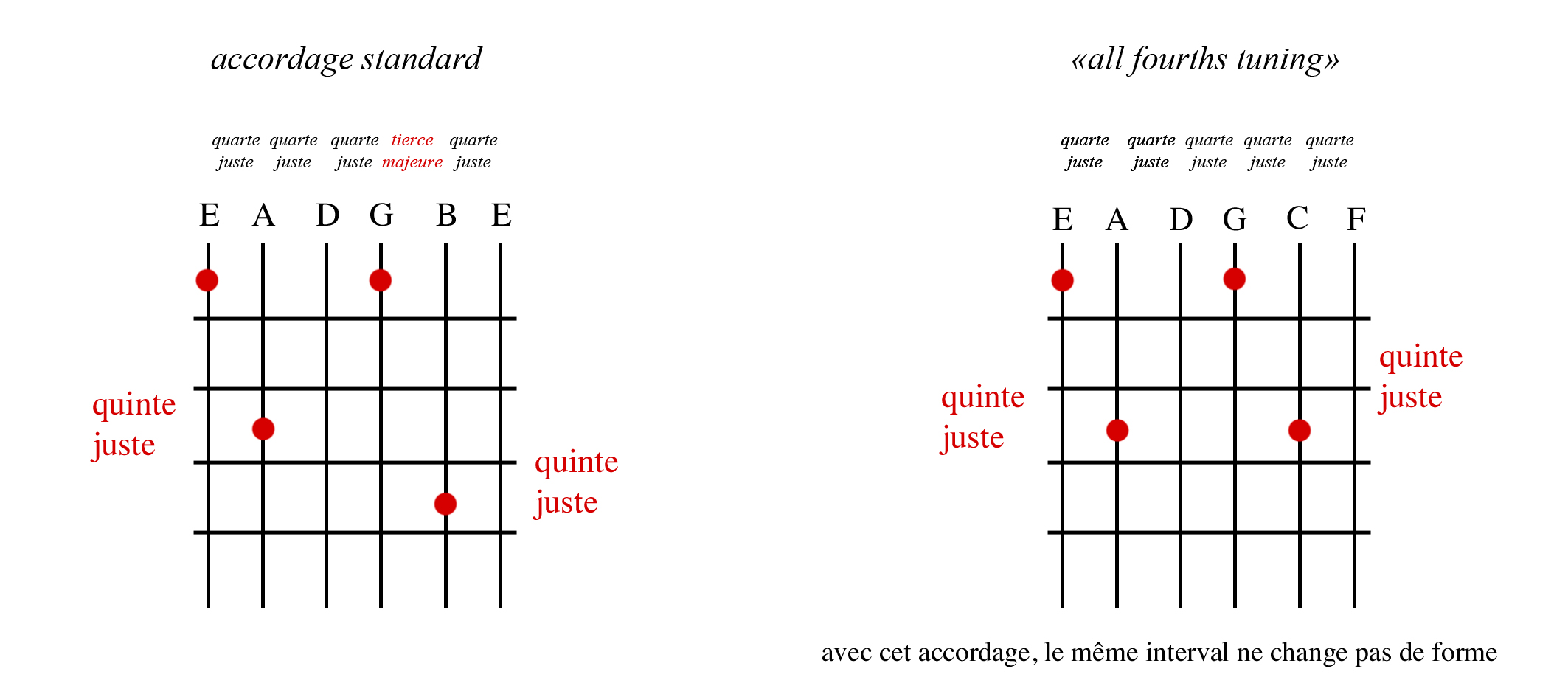
Une différence pratique.

Stanley Jordan par exemple, utilise cet accordage. Il considère qu'il est plus logique et qu'il simplifie le manche de la guitare.
Bob Bianco est le premier guitariste connu à avoir publié sur ce sujet.